# Tur 84

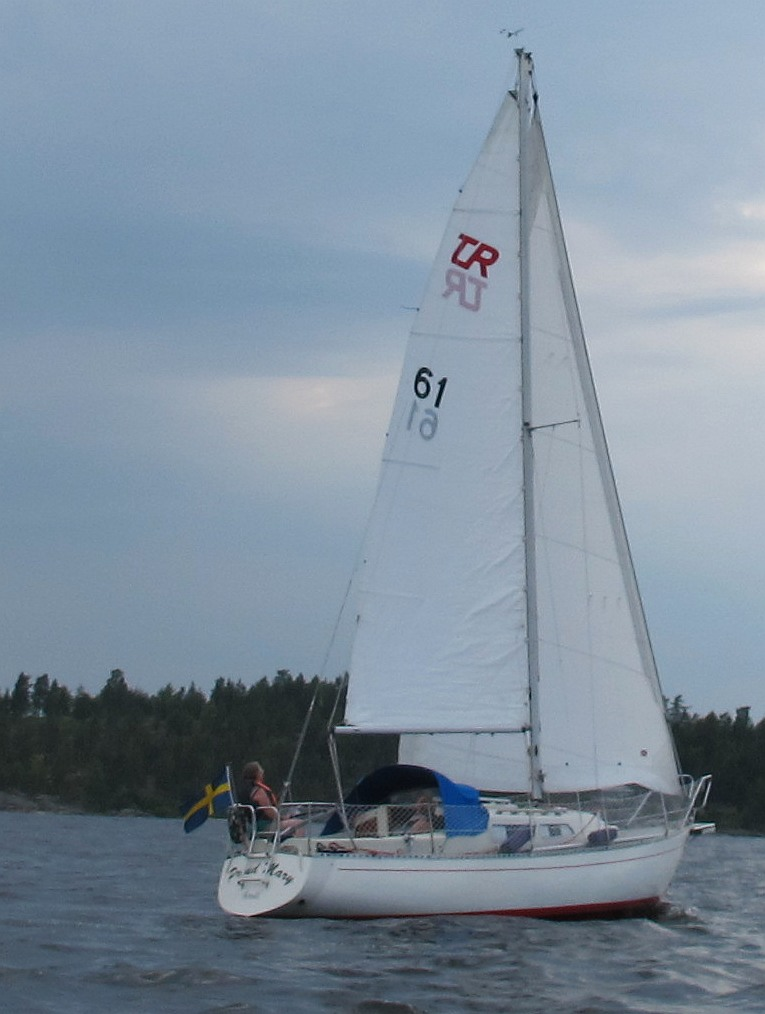
Tur 84 nr 61

Tur 84 är en 28-fots segelbåt ritad av Per Brohäll. Modellen byggdes i cirka 150 exemplar från mitten av 1970-talet fram till 1980 av Mats Seldéns Båtbyggeri på Orust. Båten finns även som lite mindre modell Tur 80 med liknande design och egenskaper, som även den anses som en stabil och sjöduglig segelbåt. Båda modellerna var avsedda främst för bl.a. barnfamiljer. Båtmodellerna gick att köpa som både halvfabrikat och färdiga, varpå de olika exemplaren kan skilja sig åt en aning t.ex. utrustningsmässigt.